# All Bout U
"All Bout U" é um single do rapper americano Tupac Shakur de seu quarto álbum de estúdio All Eyez on Me. A canção tem participação de Nate Dogg cantando o refrão, bem como com Snoop Dogg, e os membros do grupo Outlawz, Yaki Kadafi e Hussein Fatal.
Em 1998, uma versão alternativa, com um verso de Top Dogg no lugar da parte cantada por Snoop Dogg na original, foi lançada na coletânea 2Pac's Greatest Hits.
Dois videos musicais foram filmados para a canção. O primeiro foi apenas com 2Pac, o segundo foram incluídos todos os outros rappers.